# Équipe de France masculine de basket-ball des moins de 16 ans
Cet article traite de l'équipe masculine. Pour l'équipe féminine, voir Équipe de France féminine de basket-ball des 16 ans et moins.
Maillots
Actualités
L'équipe de France de basket-ball des 16 ans et moins est la sélection des meilleurs joueurs français de 16 ans et moins. Elle est placée sous l'égide de la Fédération française de basket-ball. Le terme 16 ans et moins a remplacé la catégorie Cadets.

## Palmarès
- Médaille d'or aux championnats d'Europe en 2004, 2014, 2017 et 2024
- Médaille d'argent aux championnats d'Europe en 2005 et 2012.
- Médaille de bronze aux championnats d'Europe en 2022 et 2023.

## Parcours aux Championnats d'Europe
- 1971 : 7e
- 1973 : 7e
- 1975 : 15e
- 1977 : 6e
- 1979 : non qualifiée
- 1981 : 10e
- 1983 : 7e
- 1985 : 12e
- 1987 : 5e
- 1989 : 8e
- 1991 : non qualifiée
- 1993 : 7e
- 1995 : 6e
- 1997 : 4e
- 1999 : 4e
- 2001 : 5e
- 2003 : 5e
- 2004 :  1er
- 2005 :  2e
- 2006 : 5e
- 2007 : 6e
- 2008 : 4e
- 2009 : 7e
- 2010 : 6e
- 2011 : 4e
- 2012 :  2e
- 2013 : 5e
- 2014 :  1er
- 2015 : 5e
- 2016 : 6e
- 2017 :  1er
- 2018 : 4e
- 2019 :  2e
- 2022 :  3e
- 2023 :  3e
- 2024 :  1er